# Luchtballon (pjesma)
Luchtballon je pjesma nizozemskog pjevača Joosta Kleina. Objavljena je 4. lipnja 2024. Joost Klein napisao je pjesmu s Tantu Beatsom i Thijmenom Melissantom, od kojih su posljednja dvojica producirali. Uzorci pjesme Right Here Waiting Richarda Marxa, dobili su autorsko priznanje. Pjesma Luchtballon objavljena je nakon Kleinova sudjelovanja na Pjesmi Eurovizije 2024. i kasnije diskvalifikacije u finalu natjecanja.

## Produkcija glazbenog spota
Glazbeni spot režirao je Lowpolyon. 3D animaciju izradili su Bruno Verhaar, Iri Pauwels i Lyon Pol u Blenderu. Ima stil 3D animacije iz 2000-ih.